# نحل كرينولي
النحل الكرينولي تعتبر مقاطعة كرينولا في يوغوسلافيا موطنه الأصلي وتتميز شغالته بكبر حجمها ولونها الأسمر السنجابي ونحله أكبر حجماً مقارنة بسلاسة النحل الإيطالي، وطول اللسان يتراوح مابين 6.8 - 6.6 مم وهذة السلالة هادئة وذات مقدرة علي التأقلم مع الظروف القاسية ولا تجمع مادة البروبوليس إلا بكميات قليلة والملكة نشيطة بياضة ومن عيوب هذة السلالة ميلها الشديد للتطريد .